# Gerhardus Pienaar
Pour les articles homonymes, voir Pienaar.
Gerhardus Pienaar (né le 10 août 1981 à Rustenburg) est un athlète sud-africain, spécialiste du lancer du javelot.
Champion sud-africain en 2004 et en 2006, son meilleur lancer est de 84,50, réalisé à Hyderabad le 29 octobre 2003. Il a été médaillé d'argent à Annecy en 1998, en 71,16 m, champion du monde junior à Santiago du Chili en 2000, en 78,11 m, triple champion d'Afrique à Radès, à Brazzaville et à Bambous, puis encore vice-champion d'Afrique à Nairobi.
En 2010, Gerhardus Pienaar se classe deuxième de la Coupe continentale de Split derrière le Norvégien Andreas Thorkildsen, établissant son meilleur lancer de la saison avec 83,17 m.